# Juan Gorospe
Juan Gorospe Bernaola (Bilbao, España; 10 de julio de 1931 - Vitoria, España; 26 de julio de 2009) fue un futbolista español que se desempeñaba como defensa, tanto en la izquierdo como en el centro, cuya carrera estuvo ligada al Deportivo Alavés, de cual llegaría a ser presidente entre el 1967 y el 1969.

## Biografía

### Carrera deportiva
Gorospe inició su carrera deportiva en el C.D. Larramendi (Primera Regional), para pasar a continuación a las filas del Arenas Club (3ª División), donde jugó dos temporadas.
En la temporada 1952-1953 fichó por el Deportivo Alavés (2ª División). En el conjunto de Mendizorroza jugó un total de 11 temporadas, siendo con 24217 minutos el 3ª jugador con más minutos en la historia del club. Además es de los pocos jugadores que ha defendido la camiseta Deportivo Alavés en 1ª División (1954-1956), 2ª División (1952-1954, 1956-1959 y 1961-1964) y 3ª División (1960-1961).
En la temporada 1959-1960, al no llegar un acuerdo para la renovación fichó por el C.D. Vitoria (3ª División), aunque una temporada después regresó a la disciplina babazorra.

### Trayectoria posterior
Abandonada su carrera deportiva fue conocido en Vitoria por su faceta como hostelero, aunque su vinculación con el Alavés no cesó al entrenar al equipo en la temporada 1964-1965, junto con Manolo Millán, en la convalecencia del entrenador Ángel Calvo a raíz de un accidente de coche y ser presidente en la época 1967-1968, consiguiendo un ascenso de 3ª a 2ª y traer a Puskas como entrenador.

## Clubes
| Club             | País   | Año       |
| ---------------- | ------ | --------- |
| C.D. Larramendi  | España | 1949-1950 |
| Arenas Club      | España | 1950-1952 |
| Deportivo Alavés | España | 1952-1959 |
| C.D. Vitoria     | España | 1959-1960 |
| Deportivo Alavés | España | 1960-1964 |